# João Loredo
João Luiz Rodrigues Loredo, conhecido como João Loredo (Rio de Janeiro, 4 de julho de 1930 — Juiz de Fora, 24 de janeiro de 2012), foi um cantor, ator e diretor artístico e de produção brasileiro, irmão do humorista Jorge Loredo também falecido.

## Biografia
João Loredo foi interno do Colégio Pedro II, no Rio de Janeiro, e chegou a dar aulas de português, geografia, matemática e história. Depois, formou-se em psicologia. Inicia carreira artística como cantor, no coral de Lucília Guimarães, a primeira esposa do maestro Heitor Villa-Lobos. No rádio, com apoio do ator Sadi Cabral, emprega-se como radioator na Rádio Mayrink Veiga,  transferiu-se em 1945 para a Rádio Nacional e, logo depois, para a Rádio Tupi.
Na década de 1950 participa do Mabe – Moderna Associação Brasileira de Ensino, no teatro amador. Em seguida, começou a trabalhar como ator e diretor de atores na TV Tupi, onde assumiria, tempos depois, a função de diretor artístico e de produção. Foi um dos primeiros diretores das áreas artística da TV Rio, onde dirigiu o programa Variety.
Ainda no Rio de Janeiro, foi para a TV Continental, trabalhando ao lado do diretor Dermival Costa Lima. Ao mesmo tempo trabalhou na TV Cultura de São Paulo, foi diretor de programas com a apresentadora Tia Amélia e a cantora Stellinha Egg; ainda em São Paulo foi para a TV Paulista, sendo diretor de programas de humorísticos. Posteriormente assumiu a direção da Rádio Piratininga emais tarde torna-se diretor de Teledramaturgia da Rede Tupi de Televisão.
Mais tarde trabalhou na Rede Globo, no final da década de 1960, foi diretor do programa Globo de Ouro e participou  da criação do Fantástico, uma "revista eletrônica". Em doze anos na emissora foi diretor e/ou produtor de programas como: Dercy Espectacular (1966) e Dercy de Verdade (1967), programas de variedades ambos apresentados por Dercy Gonçalves; Alô Brasil, Aquele Abraço (1969), programa de gincanas apresentado pelos atores Maria Cláudia e José Augusto Branco; Linguinha x Mr. Yes (1969), novela infantil com Chico Anysio e Chico em Quadrinhos (1972); e Shazan, Xerife & Cia., seriado infanto-juvenil. Já em 1976 coordenou o Domingo Gente, programa de entrevistas e reportagens.
Na década de 1970 muda de emissora e vai para a TV Record, e depois para a TV Bandeirantes na qual dirige os programas do apresentador J. Silvestre.
Em Portugal é contratado pela RTP para dirigir o programa de humor que marcou a volta do ator Raul Solnado à televisão portuguesa.
Anos depois, voltou a trabalhar na TV Bandeirantes, como consultor artístico de seriados.

## Prêmios
Com o programa Faça Humor, Não Faça Guerra (1970), ganhou o Troféu Helena Silveira, o Antena de Ouro, entre outros.

## Livros
Foi autor do livro Era Uma Vez… a Televisão (Editora Alegro, 2000), cujos primeiros capítulos foram publicados inicialmente na revista Amiga em 1995.